# Индоирански народи
Индоирански народи се деле на иранску, индијску и нуристанску грану, а претежно настањују југозападну Азију. У бројније иранске народе спадају Пуштуни, Персијанци, Курди, Таџици, Белуџи, Гиљанци, Лури, Мазендеранци, Хазарејци, Бахтијари, Осети, итд. У бројније индијске народе спадају Хиндустанци, Бенгалци, Пенџапци, Бихарци, Марати, Гуџарати, Орија, Синди, Раџастанци, Сингали, Асамци, Непалци, итд. У нуристанску групу спада један број малих народа.

### Стварање културе
У неолитској ери, након последњег леденог доба, индоевропска етничка групација, у коју спадају и Персијанци, претрпела је лом који је, по легенди, настао услед пророчанског посредовања Раме против древнога култа Тора. Прекидајући са матријархатом велике друиткиње Велуспе чије су свештенице захтевале жртвовање најсрчанијих ратника, Рама је окупио сва племена која су се спуштала из нордијских степа према висоравнима средње Азије, Кавказа и Алтаја. По свој прилици, овој сеоби са севера на југ узрок је био један од последњих наступа залеђивања, климатског захлађења о којем је маздаистичко учење задржало трагичну успомену као о бескрајној зими, предање чији је јунак био легендарни краљ Јима (Рама), који је спасао свој народ и животиње, на сличан начин како то описује Свето писмо у причи о Великом потопу и праведном Ноју. Исто тако јасна као и потоп из сумерских предања и Библије, успомена на ту ужасну зиму оставила је дубоки траг у персијској митологији у којој хладноћа припада Ангра Мањуу/Ахриману, а њоме се одликује и пакао.
Благотворан у дугим зимама и хладним ноћима, култ ватре, као основни елемент сунчаног бога и нужан за домаће огњиште, мало помало наметнуо се изнад натуралистичких веровања. Са севера, потиснут од других северњачких племена, а са истока од кинеских номада, тај први индоевропски талас разлио се почетком другог миленијума п. н. е. целим персијским континентом, од Блиског истока до Хиндукуша. Од тих првих Аријеваца настала су краљевства Хетита у Малој Азији и Митани, краљевство Хурита у горњој Месопотамији.
Индоевропски талас издвојио се под именом Аријеваца, племенитих, чистих, и мање-више седелачки се настанио на Праперсијској висоравни, са севера неодређено ограниченој каспијским басеном и реком Сир Дарјом, и одатле непрестано потискивао таласе других индоевропљана који су надирали једни за другима.
Пространа територија коју су још од бронзаног доба заузели Аријевци добија је име Аријана-Ваеђа или „Земља Аријеваца“. Ако Бундахишн смешта Аријана-Ваеђу у област близу Азербејџана и Каспијског мора, он наводи и места која су у аријевској легенди постала митска и која су, даље на истоку, покривала градове Гау у Согдијани, Бактру, престоницу Бактрије, коју Авеста описује као „мајку градова“ и „творевину Охрмазда (Ахура Мазде)", град Ваекерета, данас Кабул у Авганистану, као и област пет река узводно од Инда (Пенџаб). Као и код Заратустре, који ће бити смештен час на исток час на запад, тако и овде ове привидне противречности у ствари означују заједничко порекло исте аријевске културне основице онако како је износе два различита предања.
Рама, легендарни предак Аријеваца, у Ведама дубоко поштован под именом Јама, а под именом Јима у Авести, наводно је, према легенди, први поучио своје народе земљорадњи путем наводњавања неплодне и суве земље. Отац жита и винове лозе, он је устројио тројну поделу друштва на свештенике, ратнике и сељаке, и то је почетак индијских каста брахмана, кшатрија, вајшија и шудри. Пошто је пресудно утицао на освит нове зоре аријевских народа, Јима се наводно повукао на једну планину између Бактре и Бамијана, места које је постало митско под истим називом Аријана-Ваеђа, или Еран-Веј у пахлавијском предању Мага, који ће ово место касније преместити у своју земљу на западу Персије.

### Подела на персијску и индијску грану
Дакле, пре него што су се раздвојили на две гране, персијску и индијску, Аријевци су дакле већ тада, пре половине другог миленијума п. н. е. заузимали целу Праиранску висораван, од државе Урарту (Јерменија, језеро Ван), чији ће вазали у IX век п. н. е.. веку бити Персијанци, док се други један аријевски род, Међани, учврстио као моћан сусед, све до племена државе Парћана, Хорезма и Бактрије, тј. преко Оксуса (Аму-Дарје), све до друге реке која се улива у Аралско море, Јаксарта.
Праиранци, велики одгајивачи коња и страшни јахачи, приморали су своје суседе да у своје војске уврсте коњицу, док су племена у Бактрији својим снагама придодала индијске ратне слонове. Из оваквог споја вредноће и енергије Праиранаца и њиховог врло сигурног уметничког осећаја и у то, бакарно доба, напреднијих цивилизација Сумера и Инда, настала је једна самосвојна култура Персијанаца. У источној Персији непрестано су се гајиле овце, почела се обрађивати наводњена земља, стварале су се оазе и започело је коришћење богатих наслага бакра из аралско-каспијског басена.
Други, невољни да прихвате седелачки начин живота, постали су они Скито-Туранци који су се непрестано врзмали око северних граница Персије, живећи од сточарства и пљачке. Поглавари седелачких племена, који су се уздигли у ситне владаре, какав ће бити и Виштасп, краљ заштитник Заратустрин, установили су феудални систем и изградили тврђаве које су дизали у виду орловских гнезда, на огранцима планина Памира и Хиндукуша. Неки утврђени градови постаће у каснијем времену важни урбани центри: Калал-и-Гир у Хорезму, Херат у Хорасану, Мерв у Маргијани, Бухара и Самарканд у Согдијани, Бактра (Балх) у Бактрији итд. Самарканд, створен у лепој оази Заравсан, постаће најзначајније трговачко средиште у средњој Азији и интелектуално раскршће персијске, кинеске и индијске културе. У ствари, мала аријевска краљевства Хорезм, Согдијана и Бактрија трајно ће се борити за крхки седелачки поредак против Туранаца, али и међусобно.
Тек ће им Ахеменидско царство пружити релативни ред, а ове ће сатрапије остати најнемирније покрајине краља краљева. Управо у том древном феудалном контексту, чије је место између средине другог миленијума и првих Ахеменида и треба замислити прву легендарну монархију Кејанида, чији су владари (кавији), у сталној борби против Туранаца оставили своју славну епопеју да зрачи из Авесте и Фирдусијевог спева о јуначким делима и витештву. Али у историји није сачуван овакав прецизан траг о тој династији какав имамо о Међанима и Персијанцима полазећи од VII. века п. н. е.. Тек ће Фирдусијев спев Шах Нама у X. веку п. н. е. сликовито описати епопеју тих стародревних маздаистичких краљева, које је он сместио у Бактрију. Међутим, никако не треба подлећи искушењу да се Кејаниди поистовете са Ахеменидима, услед успостављене сличности између кавија Виштаспе који је штитио Заратустру, и Хистаспа, сатрапа Хирканије и Партије, оца Дарија I. пошто су откривене разлике између језика гата и језика великих краљева, а данас се признаје да је Заратустра временски претходио првим Ахеменидима.

### Подела Индије и Персије
Услед велике промене код Аријеваца, који су од номадског начина живота прелазили на бачијање и седелачку земљорадњу, развио се индоирански религијски синкретизам Митре, Индре и Ахуре/Варуне. Време аријевске поделе између Индије и Персије одређује се на доба 1500.-1200. п. н. е. Део племена иселио се кроз бамијанско седло, уску удолину на висини од 2500 m, и кроз кабулску долину, каравански пут који повезује источноперсијски свет са индијским, а којим су пролазили сви освајачи Индије.
Аријевци су се настанили у Пенџабу, „земљи пет река“, где су се наметнули Дравидима, чија је култура исто тако напредна као и сумерска, припадала горњем бакарном добу, стварајући онде велику брахманску породицу ведизма чије индијске књиге, Риг-веде и Артхава-веде, славе легендарну епопеју аријевских предака. Из ове етничке поделе Аријеваца настаће два поимања света. У Индији, каста брахмана, у исто време кад и каста маздаистичких свештеника у Персији, уздигла се у моћно свештенство, посредника између људи и божанстава, захваљујући натприродним знањима за која су мислили да их стичу у екстазама вештачки изазиваним приликом обреда соме, сестре персијске хаоме, изведених из праксе степских шамана. Док је у Индији преовладао пасивни став, Персијанци, из разлога исто тако зависних од климатских услова, овај пут оштрих, које су наставили да трпе, сачували су морални и духовни став који је ишао наруку потврди живота и света; то мужевно поимање Заратустра ће сублимисати у једном до краја етичком смислу.
Иако нам недостају подаци о том давном раздобљу источне Персије, изгледа да са приличном тачношћу можемо представити аријевско друштво и етнички менталитет с којима је пророк морао да се суочи. Још један очигледан доказ за одређивање кад је живео Заратустра, представља ово: номадско племе Саки појавили су се у VII. веку п. н. е. на територији између Аралског мора и језера Балхаш на северу и палмирскога горја и Оксуса на југу, а говоре једним наречјем сродним согдијанскоме, које припада источном средњоперсијском језику, дакле насталом после авестијскога којим се служио Заратустра, који припада источном староперсијском, што априори смешта пророка у доба које је претходило образовању сакијског народа у VII. веку п. н. е. Карактеристично за сва средњоазијска племена, а поготово Саке и Масагете, било је да су обожавали искључиво сунце као божанство, а њему су приносили коње на жртву. Овај поступак, уобичајен чак и у персијским степама, као и паљенице сунчаном богу Митри, пророк је строго осуђивао. С култом сунца и ватре мешале су се анимистичке праксе шаманизма.

### Богови
Вид опстанка натуралистичких божанстава упоредо са монотеизмом Ахура Мазде типичан је за религијску панораму старе Персије, као и за исто тако монотеистичке, али антропоморфније религије, у којима се Бог брзо нашао окружен свецима, девицама и анђелима. Исто као што је прелазак са анимистичког видокруга на универзалнији видокруг земљорадничког друштва учинио да Аријевци који су прихватили седелачки начин живота крену према духовнијим схватањима своје религије, тако је и рана извесност овог преображаја могла одиграти неку улогу у Заратустриној реформи. Веома рано налазимо небеског бога заједничког свим аријевским племенима, Дијауса, највишег творца који, поистовећен са светим карактером неба, дана и светлости, постаје врхунски урански Бог: небески свод који окружује, а такође и свемогући небески отац који све види. Дијаус, чији облик налазимо и у грчком Зевсу и у индијском Дајасу, врло је брзо био замењен Варуном. Као господар космичког поретка, Варуна има врховну власт не само над космичким, него и над моралним поретком дајући тиме, по први пут, етнички смисао пређашњим божанствима. Космички поредак служи као пример моралног поретка, а чија ће будућност у персијској религији бити значајна. Упоредо са спрегом Митра-Ахура у Персији, уздиже се спрега Митра-Варуна у Индији, где се Варуна преображава исто тако у Асуру. Али, док ће у хиндуизму, још од настањивања Аријеваца у Пенџабу, Варуна постати мање божанство уз Индру, Вишнуа и Рудру, Ахура,"Господар“ употпуњује се у Ахура Мазду, додајући Варуни/Асури из Индије наглашеније морално значење задржавајући притом, барем до Заратустре, и у нереформисаном маздаизму, натуралистички вид господара који се мање-више поистовећује са небеским сводом. Док ће Митра сачувати посебно место као сунчани Бог и божанство јемац уговора и савеза између људи и Бога, Ахура Мазда, увек благотворно божанство и отац ватре, биће уздигнут у јединственог господара заратустранског монотеизма, а њега ћемо видети и потврђеног као врховног бога, на категоричан начин у ахеменидским натписима.

### Подела између Индије и Персије
Аријевска подела између Индије и Персије управљала је и опречним разврставањем богова и демона. У братском расколу увек постоји претерана мржња. Богови једних постали су демони других. Неки аутори хтели су да Заратустру потисну дубље у прошлост у време расцепа индоаријевског народа, и да у њему виде почетак тих двеју, ипак веома различитих струја. Иако изгледа да је мало вероватно одредити као време пророковог живота раздобље пре климатског поремећаја у IX.—VIII. веку п. н. е., који је и изазвао његово патетично уплитање у хаос једног већ уздрманог друштва, мора се приметити између осталог, да док се у индијском предању Заратустра не појављује нигде у персијском религијском свету, он искрсава као главна личност. Осим тога у својој се реформи послужио типично маздаистичком теолошком схемом, иако је потпуно преобликовао њене појмове. С друге стране, леванице хаоме у Персији и соме у Индији потпуно измичу његовим осудама овог древног аријевског напитка, исто као што су Персија и Индија наставили и са жртвовањем животиња, без обзира на његово жестоко противљење, пошто на крају, његова етика није допрла до највећег броја локалног свештенства. У Индоиранској теолошкој подели, Индра, блистави Бог са ратничким задатком, поштован уз Варуну у старом аријевском пантеону, постаје у Авести узор деве (даева), демона који се острвио да прекине поредак света. Сви Индијски богови, деве, постали су у маздаизму и у Заратустриним гатама даеве, демони из чете Ахримана, супарника Ахура Мазде, док је насупрот томе, Индија преобликовала господаре Ахуре у ђаволе противнике својих дева. Брахмани мисле да су деве рођене из истине а ахуре из лажи, што је дијаметрално супротно маздаизму, у којем је главни Ахура постао велики бог Ахура, рођен из одлика својствених Варуни, али је његово име брзо употпуњено и другим, Мазда, еквивалентно ведском медха, мудрост, у смислу свезнајућег, чему ће Заратустра додати и смисао мудрости која трансцендира свет и изражава се кроз седам квалитативних видова Ахура Мазде.
Архаичност језика којим се служио Заратустра у својим химнама, језика за кога се зна да је сродан раном санскриту веда и неким старим авганистанским наречјима, још једном несумњиво смешта Заратустру у источну и спољну Персију. Област западног Туркестана, о којој је сад реч, у оно доба је обухватала: Хорезм јужно од Аралског мора, Маргијану, између Оксуса (Аму-Дарје) и северне границе данашњег Ирана, Согдијану северно од Оксуса, затим Бактрију јужно од исте реке. Према томе, географска област у којој је Заратустра проповедао, вероватно пре доласка Сака, изгледа да се налазила између две реке, Јаксарта(Сир-Дарје) на северу и Оксуса(Аму-Дарје) на југу, а обухватала је простор од Аралског мора до Бактре, тј. данашњих држава Узбекистан и Туркменистан, као и север Авганистана. Међутим, осим језичких сродности за којима се данас трага како би се макар у грубим цртама одредила географска средина Заратустрина, један драгоцени показатељ у гатама намеће присуство говеда у еколошкој средини пророковој. Ова изразито буколичка црта на коју непрестано упућују теме његовог проповедања, теме о заштити стоке, стада и пашњака, принуђује нас да из разматрања без поговора одстранимо неке области у корист неких других, у којима су били обједињени климатски услови подесни за ливаде нужне за опстанак говеда, затим за крчење земље, уз то и за земљорадњу, све вредности које су у Заратустриним очима и авестијском предању наклоњене људима и животињама.
Посматрајући климатске промене до којих је могло доћи у тој пустињској области, као што су оне које су се догодиле у Сахари у првим вековима хиџре, примећује се да је око 800. п. н. е. средња Азија претрпела страховиту сушу, што је изазвало пешчане урагане који су затрпали градове и усеве којима је у оно доба била засејана степа, а остале су само ретке оазе које су се касније пружале дуж чувеног пута свиле. У природној равнотежи између сточарства и ратарства, пророкова реформа отишла би у празно и имала би само нејасну моралну сврху, на коју не би подстицала никаква привредна прешност.

### Племена централне Азије
Први пут се спомињу разна племена централне Азије у светој књизи Зороастријске религије Авести, која је била написана златним словима на пергаменту од брижљиво одабране коже. Авеста се састоји из строфа, религиозних проповеди, молитви и химни, али света књига Зороастризма такође садржи и драгоцена обавештења о раздобљу распада првобитне друштвено-економске организације и стварању првих држава у средњој Азији. Авеста обухвата неколико векова, али је за нас најзанимљивије то што су њени најстарији делови (гате) написани у другој четвртини I. миленијума (дакле после 750) између Сир-Дарје и Аму-Дарје, тј. у сектору важног средишта какав је било Самарканд. Касније допуне Авести написане су у Медији, Азербејџану, а пре свега у самој Персији. Тако су у овом или оном добу, непознати творци низа поглавља те књиге живели негде близу Самарканда. Међутим, када се говори о овим „непознатим творцима“ Авесте, не знамо да ли је у њих убројан и сам Заратустра. Дакако, ако је реч о састављању гата, најстаријих делова Авесте, ту нема никакве сумње да их је написао Заратустра. Међутим, као што је случај и у другим религијама, тако и овде треба раздвојити оно што потиче ис уста самог пророка, и има врло специфичну архаичну структуру, од каснијих предања која се накалемљују на његову поруку или јој додају туђе елементе медијског синкретизма. Веома лични карактер гата даје да се и пре психоанализе, наслути психологија њиховог творца, која је у исти мах и рационална и мистичка.
Научник Бируни, рођен 973. (IV. век хиџре) у североисточној Персији, којој је припадала и Хоразмија, сместио је најстарије аријевско краљевство изван Персије у строгом смислу, које је основао митски краљ Сијавуш ког опева песник Фирдуси у чувеној Шах Нами. Исто се тако високо на северу понекад одређује место и државици Виштаспе, краља заштитника Заратустриног – између Аралског мора и Јаксарта. По овој претпоставци која почива на томе што је као „туранско“ означено племе Фријана којем је припадао Виштаспа (Јасна 46.12) не води се рачуна о еколошком проблему који сам раније истакао, јер је Хоразмија, смештена северно од пустиње Каракум и опасне области између Аралског мора и Јаксарта, омеђене пустињом Кизилкум, имала оштру климу о којој сам говорио раније и која је заиста била непогодна за гајење говеда, које је краљ Виштасп изгледа штитио заједно са ширењем земљорадње. Поменути стих из гата указује само на то да се међу заштитницима Заратустриним налази један потомак чувеног Фријане Туранца, а у другом једном стиху (46.14) открива се да је Виштасп тај заштитник кадар да одговори пророковом очекивању, пошто његово племе од давнина штити стоку. Виштасп би дакле, био потомак Туранаца као уосталом, и сви Аријевци који су се приклонили седелачком начину живота; али земља Туран, чак и ограничена на спољну сточну Персију, обухватала је у оно време и Согдијану и Бактрију, па и Арахозију и Маргијану у унутрашњој Персији, што су провинције које су под Персију потпале тек под Киром Великим око 540. п. н. е. Иако је област у којој се ширио Зороастризам могла бити и Хоразмија исто као Бактрија – у сваком случају држава којој су завидели на богатству у говедима и на земљорадњи – своје погледе треба да усмеримо према овој другој покрајини, која је захваљујући свом географском положају брже од осталих области одмакла од номадског начина живота. Бактрија, за чију Бактру Авеста тврди да је била „творевина Ахура Мазде“, још је у прастаро време уживала глас плодне и напредне области.